# Bătălia pentru planeta maimuțelor
Bătălia pentru planeta maimuțelor (Battle for the Planet of the Apes) este un film SF american din 1973 regizat de J. Lee Thompson. În rolurile principale joacă actorii Roddy McDowall, Claude Akins, Natalie Trundy, Severn Darden și Lew Ayres. Este al cincilea film din seria Planeta maimuțelor produsă de Arthur P. Jacobs.

## Prezentare
După evenimentele din Cucerirea planetei maimuțelor în care Cezar luptă cu succes împotriva opresiunii oamenilor, de data aceasta Cezar trebuie să mențină pacea între oameni și maimuțe. Gorila general Aldo vede lucrurile diferit și încearcă să provoace un război civil între maimuțe.

## Actori
- Roddy McDowall - Cezar
- Claude Akins - Aldo
- Austin Stoker - McDonald
- Paul Williams - Virgil
- Natalie Trundy - Lisa
- Severn Darden - Kolp
- Bobby Porter - Cornelius
- Les Ayres - Mandemus
- John Huston - parlamentar
- Noe Keen - Profesor
- Andy Knight - Mutant pe motocicleta
- Heather Lowe - Doctor
- Franța Nuyen - Alma
- Mihai Stearns - Jake
- John Landis - prieten de-al lui Jake
- Paul Stevens - Mendez
- Richard Eastham - Căpitan Mutant
- Cal Wilson - Soldat